# 3-й окремий батальйон охорони ОВДО НГ (Україна)
3-й окремий батальйон охорони особливо важливих державних об'єктів (3 ОБ ОВДО, в/ч 3043) — підрозділ у складі Національної гвардії України. Забезпечує охорону Хмельницької атомної електростанції.

## Структура
- комендатура об'єкта
- 1-ша спеціальна комендатура
- 2-га спеціальна комендатура
- взвод спеціального призначення:
  - група захоплення;
  - група вогневої підтримки;
  - відділення роботизованих комплексів розвідки[1].
- взвод бойового та матеріально-технічного забезпечення:
  - кінологічна група;
  - автомобільне відділення.
- взвод інженерно-технічного забезпечення та звя'зку;
- медичний пункт[2].

## Командування
- полковник Костянтин Кабанов (2018)

## Втрати
1. 20 лютого 2025 - Михайло Стойко ( 21 листопада 1984, с. Скаржинці Ярмолинецького району), старший оператор відділення взводу протитанкових керованих ракет роти вогневої підтримки, молодший сержант. Загинув під час виконання бойового завдання поблизу населеного пункту Нью-Йорк в Донецькій області[3].
2. 20 лютого 2025 - Кочура Олександр Сергійович (13 травня 1998, м. Снігурівка Миколаївської області), командир 1 відділення протитанкових керованих ракет - старший оператор взводу протитанкових керованих ракет роти вогневої підтримки. Загинув в районі  населеного пункту Нью – Йорк, Донецької області[4].